# Lei Licínia Sêxtia
Lei Licínia Sêxtia (em latim: Lex Licinia Sextia; plural: Leges Liciniae Sextiae), foi uma lei, promulgada pelo senado romano, que obrigava que, a cada ano, um dos dois cônsules fosse um plebeu.

## História
Segundo Tito Lívio, foi um episódio banal que deu origem a esta lei. Fábia, a filha mais nova de Marco Fábio Ambusto, estava visitando sua irmã mais velha, quando o marido desta, o patrício Sérvio Sulpício, ao voltar do Fórum, foi anunciado por seu aparidor, batendo na porta. A Fábia mais nova não conhecia este costume, e sua irmã riu e se mostrou surpresa que ela não conhecia. Este riso, porém, deixou marcas na irmã mais nova, que passou a ter inveja da irmã mais velha, considerando o casamento da irmã como afortunado, e o seu, com o plebeu Caio Licínio Calvo Estolão, como um erro. Seu pai percebeu que ela estava triste, mas ela tentou esconder, sentindo, porém, pouco apreço por sua irmã, e desprezo pelo próprio marido. O pai insistiu até descobrir que Fábia achava que estava casada com alguém inferior a ela, e casada em uma família que não poderia ter nem honra nem influência política. Ambusto consolou a filha, prometendo que em breve ela veria que a casa dela teria tanta honra quanto a casa da irmã. A partir deste momento Ambusto teceu planos com seu genro, e eles se uniram a Lúcio Sêxtio, um homem ambicioso que não acreditava que nada estava além dele, exceto sangue patrício.
A lei foi proposta pelos tribunos da plebe Caio Licínio Calvo Estolão e Lúcio Sêxtio Laterano, no primeiro ano em que eles foram eleitos tribunos. Por cinco anos seguidos,  eles impediram a eleição de cônsules romanos, usando o seu poder de veto. Após uma trégua, durante a guerra contra os colonos de Velitras, os tribunos voltaram a usar o poder de veto, até que, no décimo ano consecutivo em que eles foram eleitos tribunos, sua proposta foi aprovada.
Outrossim, tal lei buscava acabar com a escravidão para aqueles que não tinham como pagar suas dividas aos proprietários rurais, esse direito era garantido apenas aos cidadãos romanos. Entretanto, muitos provincianos continuaram a ser escravizados por dívidas após a aprovação da mesma.
Laterano foi o primeiro cônsul plebeu, no ano 366 a.C.. Seu companheiro no consulado foi Lúcio Emílio Mamercino.